# Recipe for Love
Recipe for Love (Brasil: Receitas do Amor ) é um telefilme produzido nos Estados Unidos, escrito por Michael J. Murray e dirigido por Ron Oliver em 2014.
A estreia do filme ocorreu em 11 de outubro de 2014 na Hallmark Channel e foi protagonizado por Danielle Panabaker, Shawn Roberts e Pascale Hutton.